# Micrurus tener
Micrurus tener là một loài rắn trong họ Rắn hổ. Loài này được Baird & Girard mô tả khoa học đầu tiên năm 1853.